# Estadi João Serra
L'Estadi João Serra és un estadi polivalent situat al sud del nucli urbà de Santo Formigaão, a Cap Verd. És a prop el peu de les muntanyes del nord de l'illa i de la part més nova del centre urbà. Actualment es fa servir majoritàriament per partits de futbol i és l'estadi on els clubs Solpontense, Irmãos Unidos i el Paulense de Paúl juguen de locals. L'estadi té capacitat per 2.000 persones. Té unes mides de 100 x 65 m i és d'herba artificial. Geogràficament és el camp d'esports més al nord de Cap Verd i un dels més situats a l'oest de tot el continent africà.